# ابانگا
ابانگا (به لاتین: Ebanga) یک منطقهٔ مسکونی در آنگولا است که در استان بنگوئلا واقع شده‌است.